# Carnet de vol

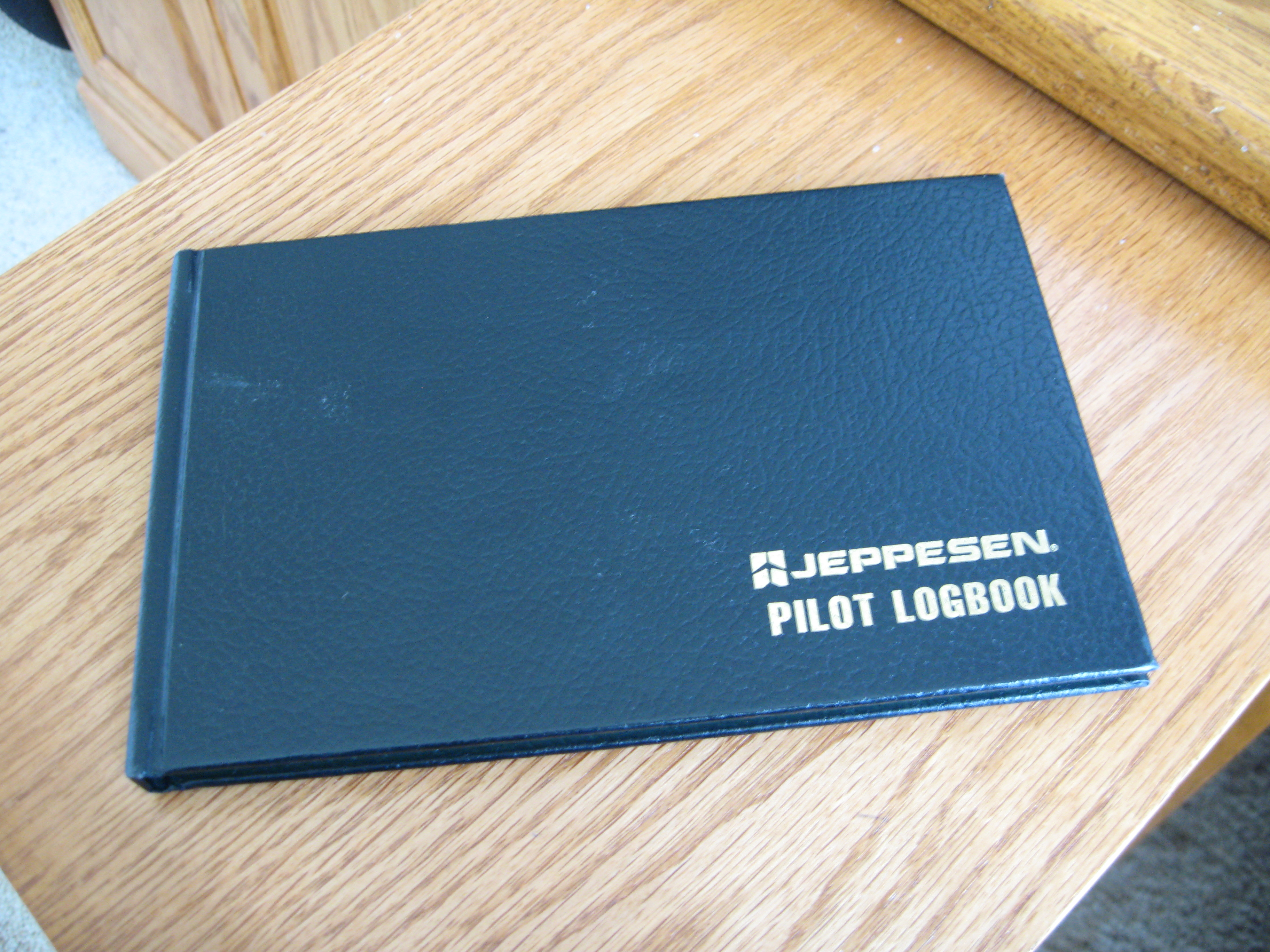
Carnet de bord d'un pilote d'avion.

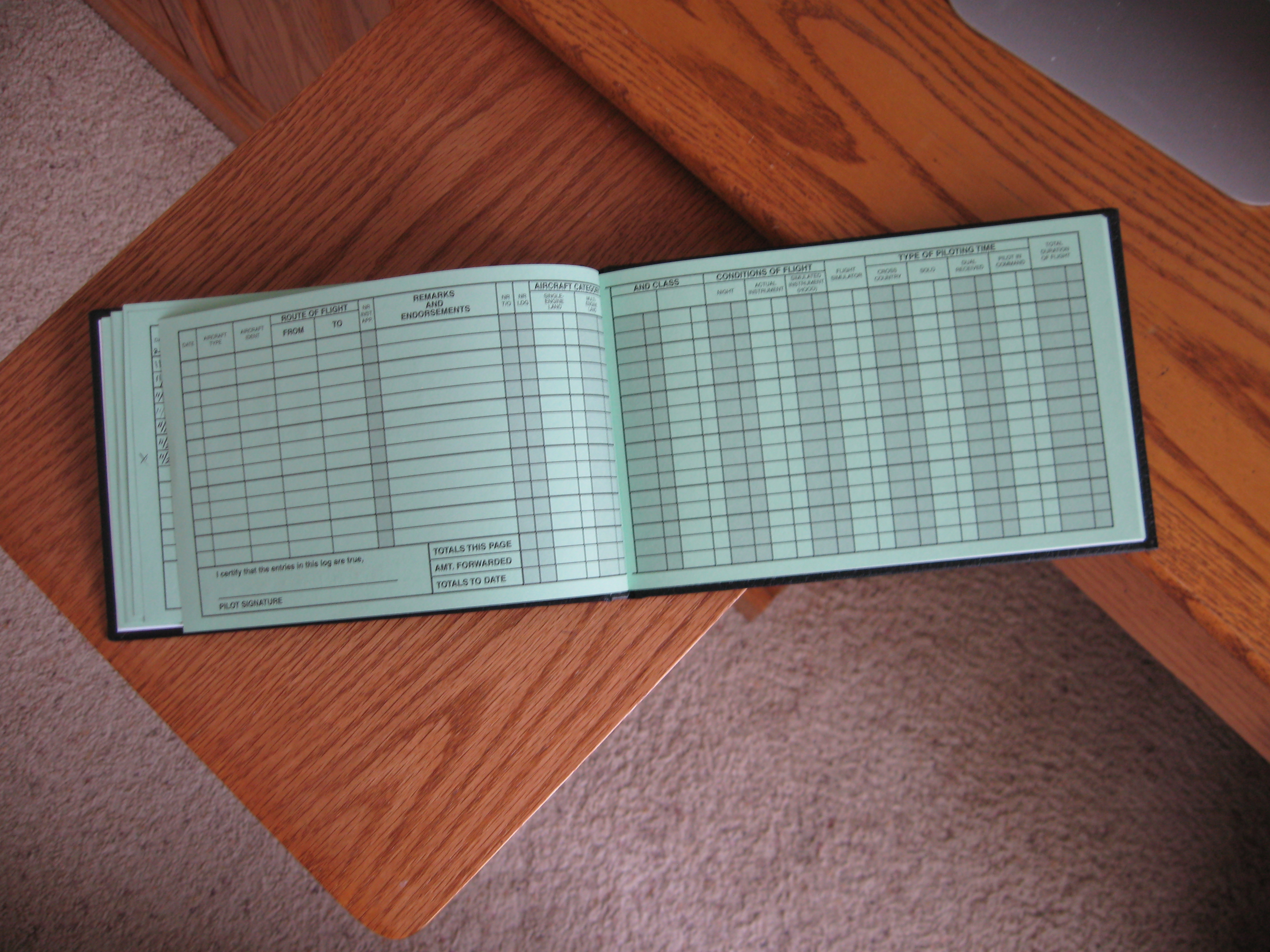
Mise en page typique du journal de bord du pilote d'avion.

Un carnet de bord, ou journal de bord du pilote est un enregistrement des heures de vol d'un pilote. Il contient tous les vols qu'il a effectués, y compris le temps de vol, le nombre d'atterrissages et les types d'approches aux instruments réalisées. Les pilotes enregistrent également le temps passé sur le simulateur, car il compte pour la formation:FCL.630.H,.
Dans la plupart des pays, les pilotes sont tenus de tenir un journal de bord, conformément à la réglementation aérienne de leur pays. L'objectif principal est de montrer que certaines exigences ont été remplies pour un certificat ou une notation, ainsi qu'à des fins monétaires.
Le temps enregistré est du « temps de bloc », qui comprend le temps passé au roulage, et pas seulement le temps passé dans les airs.

## Exigences en matière d'enregistrement des vols par pays

### Union européenne

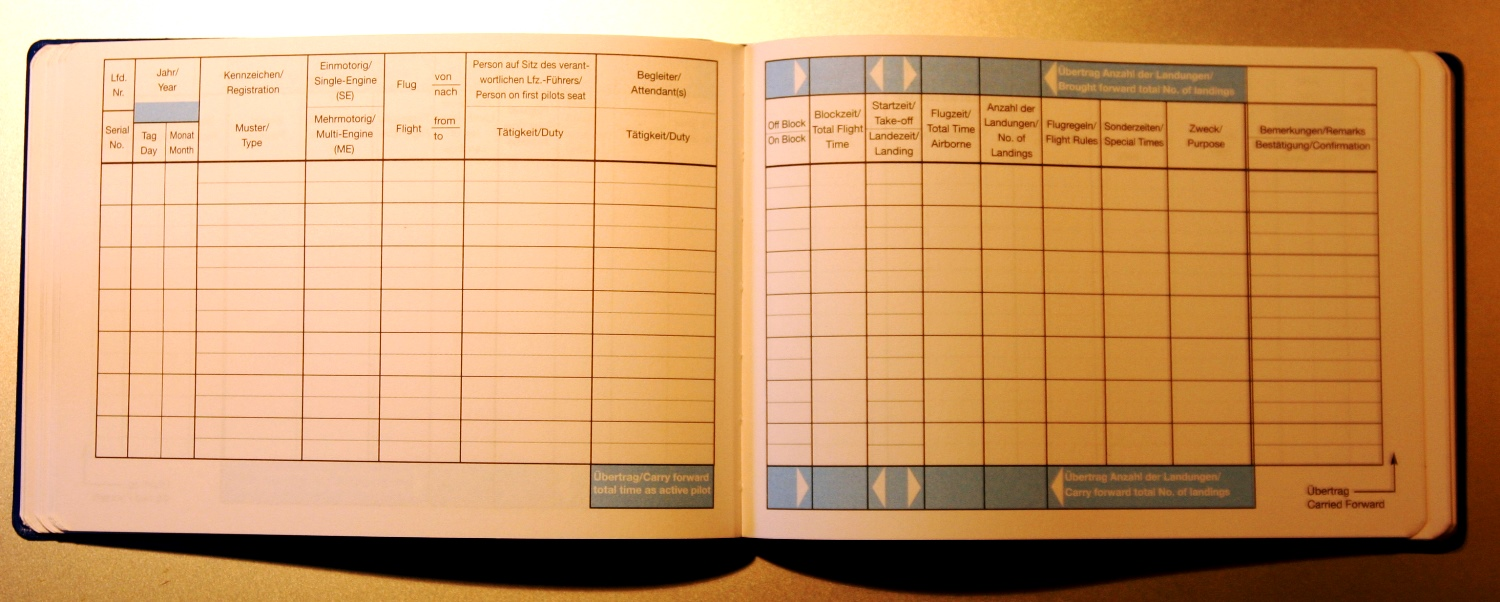
Page blanche d'un journal de vol allemand/anglais.

À la suite de l'introduction du règlement (UE) n° 1178/2011 (EU-FCL), l'agrément, la formation et la licence des pilotes et agents de bord sont réglementés par l'Union européenne. Cela s'applique également à l'enregistrement des vols. La partie EU-PArt FCL.50 traite de l'enregistrement des pilotes. Ce règlement est contraignant dans tous les États membres. Cependant, la réglementation européenne a donné aux autorités aéronautiques des États membres de l'AESA le droit d'adopter des réglementations supplémentaires. Les moyens acceptables de conformité (AMC) publiés par l'Agence de l'Union européenne pour la sécurité aérienne (European Aviation Safety Agency - AESA) détaillent les exigences données dans le règlement de l'UE conformément à l'« AMC1 FCL.050 Recording of flight time ».
L'AESA fournit aussi un exemple de format de journal de bord dans lequel tous les vols doivent être enregistrés:FCL.050. Les informations à enregistrer comprennent le lieu et l'heure de départ et d'arrivée, l'immatriculation de l'avion, la marque de l'avion, le modèle et éventuellment ses variantes, le nom du pilote commandant de bord, si le vol était monopilote ou multipilote, et, pour les vols monopilotes, si l'avion était monomoteur ou multimoteur. Le temps passé dans un simulateur de vol (FSTD) est également enregistré.
En plus des exigences de la partie FCL.050, le fait qu'un vol ait fait traverser tout un pays doit également être enregistré pour la délivrance d'une licence de pilote de ligne (ATPL):FCL.510.A.

#### France
En France, depuis mai 2024, la Fédération française aéronautique a mis en place son carnet de vol  en ligne pour pilotes privés et professionnels, conforme aux exigences de l'EASA. Les pilotes français peuvent désormais remplacer officiellement le carnet de vol papier par le site web Carnet.aero, également disponible sous forme d’application mobile iOS et Android. Développé par des pilotes instructeurs puis testé en utilisation intensive pendant des mois, ce service en ligne permet, au travers d’une interface ergonomique et intuitive, de simplifier la gestion des vols et d'être un véritable assistant pour les pilotes privés en aéroclub. Le site permet notamment de gérer en temps réel les validités des titres aéronautiques : emport passager, licences (LAPL, PPL, ATPL), visites médicales, qualifications (SEP, FI, FE…), etc. Le pilote peut ainsi retrouver en temps réel l’état de ses validités, d'anticiper les péremptions, et de recevoir des rappels automatiques par e-mail.
Carnet.aero permet également de faire parler les données et générer des rapports détaillés de l'expérience aéronautique du pilote. Celui-ci peut ainsi gérer de manière interactive les aérodromes qu'il a visité, mais aussi associer les tracés GPS de ses vols pour ensuite visionner sur une carte tous les territoires visités, partager ses voyages, ses photos, sur les réseaux sociaux ou avec des proches en associant des tags à ses vols. Cette fonctionnalité permet de regrouper des vols et de générer des liens de partage ou encore lier des photos. Les données peuvent ensuite être exportées en format PDF ou CSV. Le pilote peut aussi recevoir automatiquement une sauvegarde de ses données par e-mail, à l'intervalle de son choix. Enfin, Carnet.aero est entièrement connectée à SMILE Formation, la référence du suivi des formations initiales et continues dans les aéro-clubs.

#### Irlande
En Irlande, les journaux de bord électroniques ne sont pas acceptables pour la délivrance d'une ATPL. Toutes les entrées « PICUS » (pilote aux commandes sous supervision) doivent être contresignées par le pilote aux commandes, y compris le numéro de licence du PIC. Les signatures électroniques ne sont pas acceptables. Le temps enregistré sous « PICUS » mais non signé ne peut pas être utilisé du tout. Tout le temps passé sous instruction doit être contresigné par l'instructeur.

### Royaume-Uni

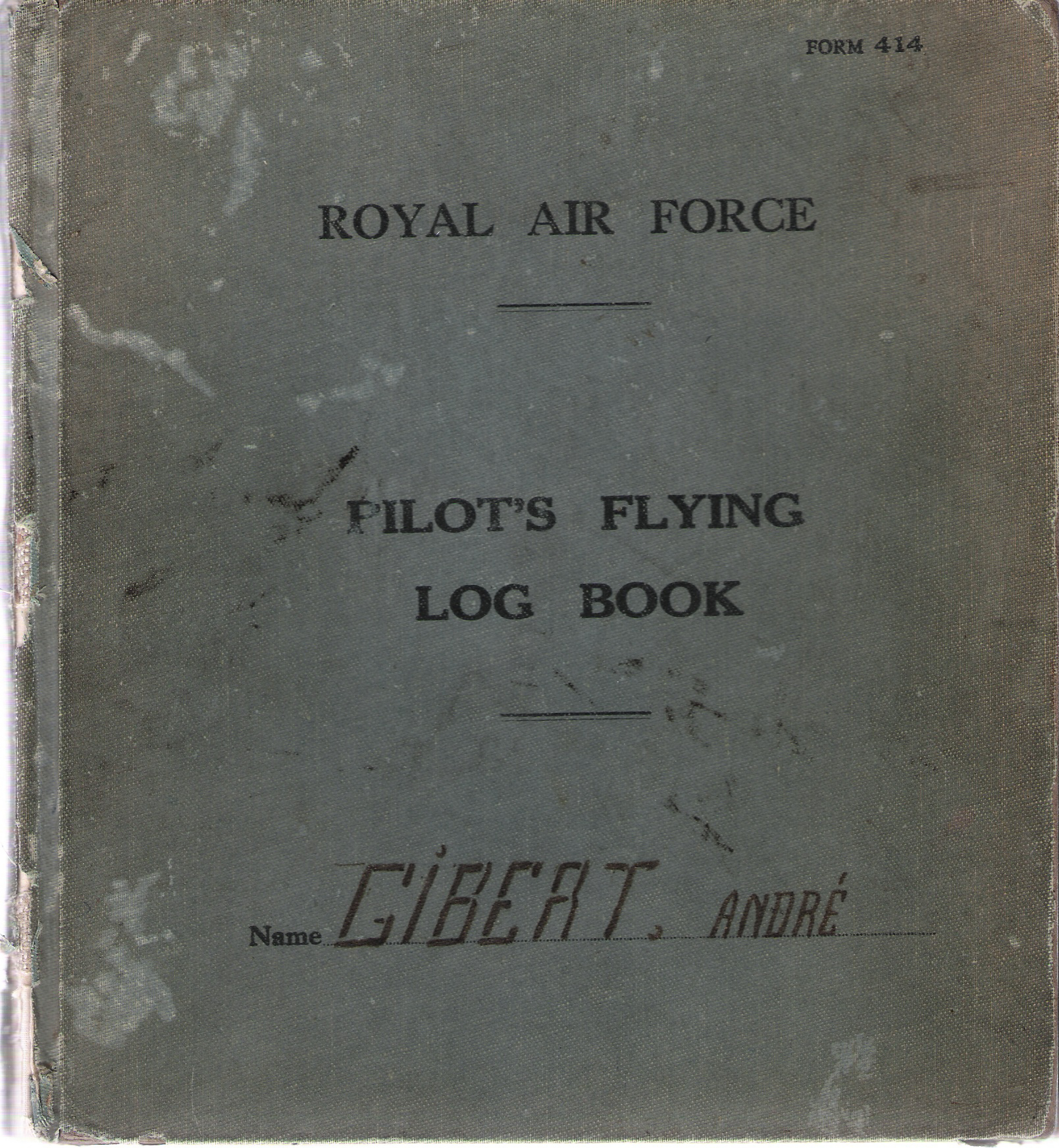
Couverture du carnet de vol d'André Gibert de la Royal Air Force pendant la Seconde guerre mondiale.

Au Royaume-Uni, les journaux de bord personnels doivent être conservés pendant au moins 2 ans après la date de la dernière entrée.

### États-Unis

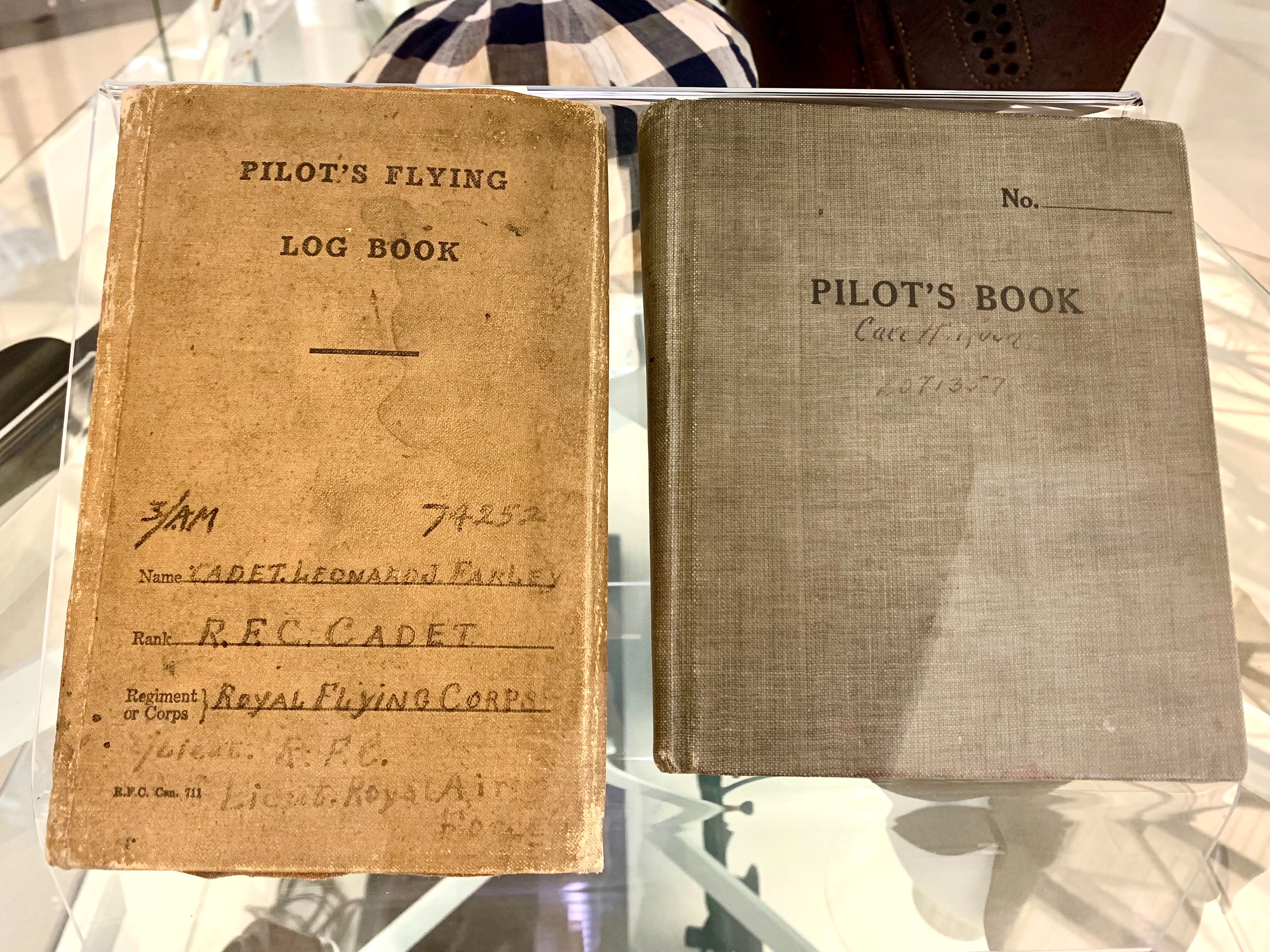
Carnet de bord d'un pilote d'avion.

Aux États-Unis, un pilote est tenu d'enregistrer tout le temps de vol utilisé pour satisfaire aux exigences minimales d'un certificat, d'une qualification, d'une révision en vol ou d'un contrôle de compétence aux instruments, ainsi que pour la qualification. Cela signifie qu’un pilote n’a pas besoin d’enregistrer chacun de ses vols.
La Federal Aviation Administration n'exige pas que les vols enregistrés soient inscrits dans un journal de bord ou dans un format officiel, tant que les conditions du CFR (Titre 14, chapitre 61.51, paragraphe B) soient remplies. Cela nécessite des informations sur le vol, telles que la date, la durée totale, les lieux de décollage et d'atterrissage, ainsi que des informations concernant le pilote aux commandes, etc.
Étant donné que la FAA n'exige pas de journal de bord officiel ni de format officiel, de nombreux formats sont disponibles pour les pilotes. Certains pilotes utilisent même des méthodes numériques, comme l’enregistrement de ces informations dans une tableur ou l’utilisation d’une application spécialement conçue.

### Australie
En Australie, les journaux de bord des pilotes doivent être conservés pendant sept ans après la dernière inscription,.